# Danh sách ca khúc nhạc pop quán quân năm 2010 (Brazil)
Dưới đây là danh sách những đĩa đơn nhạc pop đã giành vị trí quán quân trên bảng xếp hạng Billboard Brasil Hot Pop trong năm 2010. Xin lưu ý rằng bảng xếp hạng được tạp chí Billboard công bố hàng tháng.

## Lịch sử bảng xếp hạng
| Ngày phát hành | Ca khúc                       | Nghệ sĩ       |
| -------------- | ----------------------------- | ------------- |
| Tháng 1        | "I Want to Know What Love Is" | Mariah Carey  |
| Tháng 2        | "I Want to Know What Love Is" | Mariah Carey  |
| Tháng 3        | "I Want to Know What Love Is" | Mariah Carey  |
| Tháng 4        | "I Want to Know What Love Is" | Mariah Carey  |
| Tháng 5        | "I Want to Know What Love Is" | Mariah Carey  |
| Tháng 6        | "I Want to Know What Love Is" | Mariah Carey  |
| Tháng 7        | "Baby"                        | Justin Bieber |
| Tháng 8        | "Alejandro"                   | Lady Gaga     |
| Tháng 9        | "Alejandro"                   | Lady Gaga     |
| Tháng 10       | "Teenage Dream"               | Katy Perry    |